# 파행
"파행"은 1990년에 개봉한 대한민국의 영화이다.

## 캐스팅
- 박진실
- 이대근
- 이영욱
- 허진
- 허나희
- 서창숙
- 김인문
- 홍윤정
- 국정환
- 길달호
- 권일정
- 임예심
- 김경난
- 최준
- 장철
- 최재호
- 마도식
- 유경애
- 강희
- 박부양
- 신찬일
- 최연수
- 이인애
- 장춘언
- 김용범
- 홍석영
- 김윤태